# Euphorbia heldreichii
Euphorbia heldreichii es una especie fanerógama perteneciente a la familia de las euforbiáceas.  Es originaria de Grecia.

## Taxonomía
Euphorbia heldreichii fue descrita por Orph. ex Boiss. y publicado en Diagnoses Plantarum Orientalium Novarum, ser. 2, 4: 90. 1859.
Etimología
Euphorbia: nombre genérico que deriva del médico griego del rey Juba II de Mauritania (52 a 50 a. C. - 23), Euphorbus, en su honor – o en alusión a su gran vientre –  ya que usaba médicamente Euphorbia resinifera. En 1753 Carlos Linneo asignó el nombre a todo el género.
heldreichii: epíteto otorgado  en honor del  botánico alemán Theodor Heinrich von Heldreich (1822-1902) quien recolectó en Italia, Grecia y Asia Menor.
Sinonimia
- Euphorbia amygdaloides subsp. heldreichii (Orph. ex Boiss.) Aldén
- Euphorbia heldreichii var. roeseri Boiss.
- Euphorbia roeseri (Boiss.) Halácsy
- Euphorbia semiverticillata Halácsy
- Tithymalus heldreichii (Orph. ex Boiss.) Soják
- Tithymalus heldreichii subsp. semiverticillatus (Halácsy) Soják[5][6]